# Ист Тавокони (Тексас)
Ист Тавокони (енгл. East Tawakoni) град је у америчкој савезној држави Тексас. По попису становништва из 2010. у њему је живело 883 становника.

## Демографија
Према попису становништва из 2010. у граду је живело 883 становника, што је 108 (13,9%) становника више него 2000. године.
| Група             | 2000.       | 2010.       |
| Белци             | 710 (91,6%) | 811 (91,8%) |
| Афроамериканци    | 3 (0,4%)    | 5 (0,6%)    |
| Азијати           | 8 (1,0%)    | 19 (2,2%)   |
| Хиспаноамериканци | 38 (4,9%)   | 43 (4,9%)   |
| Укупно            | 775         | 883         |